# Aqua Wing Arena
L'Aqua Wing Arena est la salle de sport située à Nagano au Japon. Construite en 1997, c'est le site secondaire des épreuves de hockey sur glace lors des Jeux olympiques d'hiver de 1998. La salle est transformée par la suite en piscine intérieure.

## Historique
L'Aqua Wing Arena est terminée en octobre 1997. Son nom est choisi car son grand toit rappelle une aile déployée dans le ciel, et les brises et les torrents de la région de Nagano. Elle accueille dix matchs masculins et quinze matchs féminins de hockey sur glace pendant les Jeux olympiques d'hiver de 1998. La salle est ensuite transformée en piscine.

## Description
L'Aqua Wing Arena fait partie du Parc sportif de Nagano. Pendant les Jeux, elle a une capacité de 6 000 personnes et a une surface au sol de 1 011 m2.